# 阿卡迪亞鎮區 (內布拉斯加州瓦利縣)
阿卡迪亞鎮區（英語：Arcadia Township）是位於美國內布拉斯加州瓦利縣的一個行政鎮區。

## 地方資料
阿卡迪亞鎮區的面積為92.90平方千米，當中陸地面積為92.86平方千米，而水域面積為0.04平方千米。根據2020年美國人口普查的數據，當地共有人口382人，而人口密度為每平方千米4.11人。